# 帕特·特纳
帕特·特纳（英語：Pat Turner，1961年3月24日—），加拿大男子赛艇运动员。他曾代表加拿大参加1984年夏季奥林匹克运动会赛艇比赛，获得男子八人单桨有舵手金牌。